# Eunidia variegata
Eunidia variegata är en skalbaggsart som först beskrevs av Thomson 1857.  Eunidia variegata ingår i släktet Eunidia och familjen långhorningar. Inga underarter finns listade i Catalogue of Life.